# Manuel de Santa Catarina (bispo de Angola e Congo)
Manuel de Santa Catarina, O. Carm. (Lisboa, 25 de novembro de 1656 - Luanda, 1 de novembro de 1731) foi um frade carmelita calçado e prelado português da Igreja Católica, bispo de Angola e Congo.

## Biografia
Nascido em Lisboa, em 25 de novembro de 1656, serviu como provisor em Angola entre 1709 e 1713.
Foi nomeado bispo de Angola e Congo em 12 de dezembro de 1719, sendo confirmado pela Santa Sé em 20 de março de 1720 e consagrado em 14 de julho de 1720, pelo cardeal-patriarca Dom Tomás de Almeida, coadjuvado por Dom João Cardoso Castelo, arcebispo-auxiliar de Lisboa Ocidental e por Dom Manuel Álvares da Costa, bispo de Olinda.
Desembarcou em Luanda em 19 de março de 1722 e, naquela altura, era o primeiro bispo a já ter servido na região antes de sua nomeação. Fez sua entrada solene em 20 de março. Enfrentou a decadência do Colégio de Jesuítas de Angola, chegando a ordenar homens quase analfabetos, o que lhe rendeu a recepção de uma carta mandada pelo Rei Dom João V.
Morreu em Luanda, em 1 de novembro de 1731.